# Sant Julià de Taús
Sant Julià de Taús és una església del municipi de les Valls d'Aguilar protegida com a bé cultural d'interès local.

## Descripció
Edifici religiós de planta rectangular d'una sola nau coberta amb volta de canó i exteriorment amb pissarra. Al SW hi ha una capella rectangular, vora la qual hi ha una porta antiga adovellada. Porta principal adovellada, ull de bou i campanar de paret al frontis. És una construcció rústega de pedres unides amb morter sense fer filades.